# Światowe Forum Społeczne

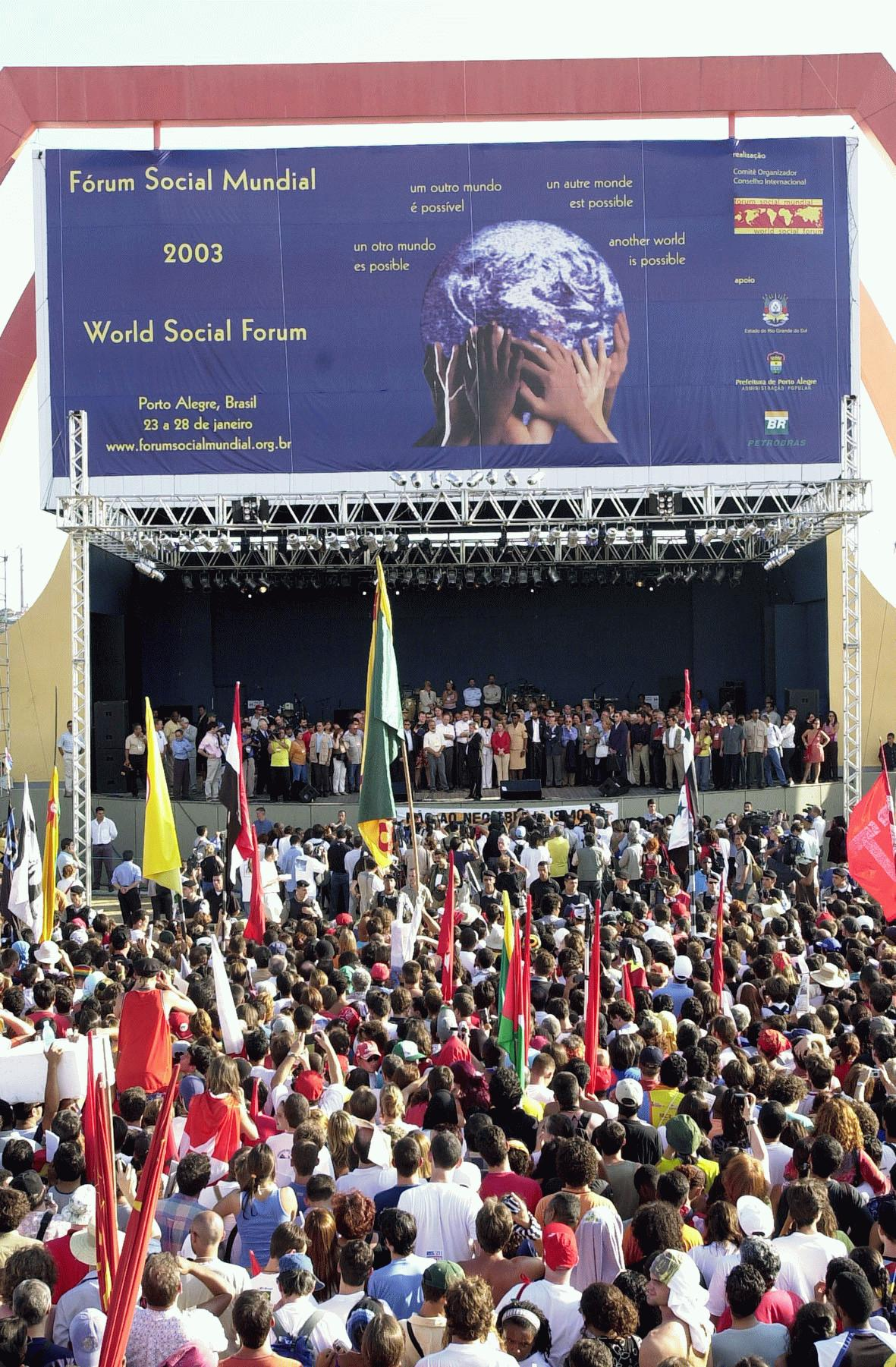
Światowe Forum Społeczne 2003

Światowe Forum Społeczne (ang. World Social Forum – WSF) to odbywające się co roku spotkania ludzi związanych z ruchem alternatywnej globalizacji. Spotkania te mają na celu koordynację kampanii o zasięgu światowym, dzielenie się i wypracowywanie strategii organizacyjnych oraz wymianę informacji pomiędzy ludźmi z różnych części świata zajmujących się różnymi tematami.
Pierwsze WSF zostało zorganizowane przez francuski oddział organizacji ATTAC i brazylijską Partię Robotniczą (PT). Odbyło się ono pomiędzy 25 a 30 stycznia 2001 r. w brazylijskim Porto Alegre, jednym z bastionów PT. W pierwszym WSF wzięło udział 12 000 osób z całego świata.
Drugie WSF odbyło się również w Porto Alegre w dniach od 31 stycznia do 5 lutego 2002 r. Wzięło w nim udział ponad 12.000 oficjalnych delegatów ze 123 krajów oraz 60 000 uczestników. Miało miejsce 652 warsztatów i 27 przemów. Jednym ze znanych mówców był Noam Chomsky, będący ikoną amerykańskiej lewicy. W tym forum brali udział po raz pierwszy delegaci z Polski: Maciej Muskat i Ewa Ziółkowska ze stowarzyszenia ATTAC.
W Porto Alegre odbyło się również trzecie WSF, w styczniu 2003 r. Zorganizowano wiele równoległych warsztatów, w tym np. warsztat pt. „Life After Capitalism” (Życie po kapitalizmie), podczas którego skupiono się na dyskusji o niekomunistycznych i niekapitalistycznych możliwościach stworzenia struktur społecznych, politycznych, ekonomicznych i komunikacyjnych 1.
Czwarte WSF odbyło się w Bombaju w Indiach, w dniach 16–21 stycznia 2004 r. Uczestniczyło w nim ponad 80 000 osób. Cechą wyróżniającą tego forum była różnorodność kulturowa. Innym ważnym wydarzeniem było podjęcie uchwały na temat wolnego oprogramowania. Jednym z głównych mówców był Joseph E. Stiglitz.
W ślad za Światowym Forum Społecznym zorganizowano wiele regionalnych i krajowych forów społecznych, w tym m.in. Europejskie Forum Społeczne, Azjatyckie Forum Społeczne, Europejskie Forum Edukacyjne oraz Polskie Forum Społeczne.